# Cynthia A. Maryanoff
Cynthia "Cyndie" Anne Maryanoff, née Milewski le 27 novembre 1949, est une chimiste américaine spécialiste de la chimie organique et des matériaux. Entre autres récompenses, elle reçoit la médaille Perkin 2015 pour son travail exceptionnel en chimie appliquée aux États-Unis.

## Biographie

### Enfance et formation
Cynthia Anne Milewski naît le 27 novembre 1949 à Shenandoah, en Pennsylvanie. Elle épouse le Dr Bruce E. Cynthia Maryanoff le 15 mai 1971.
Cynthia Maryanoff obtient une licence en chimie en 1972 à l'université Drexel et un doctorat en chimie organique en 1976 à l'université de Princeton, où elle travaille avec Kurt Mislow. De 1976 à 1977, elle est boursière postdoctorale au département de chimie de l'université de Princeton, travaillant avec Edward C. Taylor.

### Carrière
Elle rejoint les laboratoires Smith, Kline & French en 1977 et est passée chez McNeil Pharmaceutical, une filiale de Johnson & Johnson en 1981. Elle occupe le poste de responsable mondiale du développement chimique et pharmaceutique dans le domaine du développement préclinique de 2000 à 2004. Elle est chargée de faire passer les nouvelles entités chimiques de la synthèse chimique à petite échelle à la synthèse chimique à grande échelle, pour les méthodes analytiques, et d'établir des formulations orales pour les premières études sur l'homme. Cynthia Maryanoff progresse au sein de diverses unités pharmaceutiques de Johnson & Johnson pour atteindre le poste scientifique le plus élevé de l'entreprise,.
En 2004, elle entre chez Cordis Corporation, une unité de Johnson & Johnson spécialisée dans les dispositifs médicaux, en tant que chercheuse émérite dans les installations de Cordis à Spring House, en Pennsylvanie. Elle prend sa retraite de Johnson & Johnson en 2013. Depuis, elle est professeure de thérapeutique expérimentale et de chimie médicinale à l'Institut Baruch S. Blumberg et professeure de délivrance de médicaments au Pennsylvania Drug Discovery Institute.
Cynthia Maryanoff est active dans les domaines de la chimie organique et de la science des matériaux. Elle publie plus de 100 articles scientifiques et plusieurs livres. 67 brevets américains ou européens, délivrés ou en cours d'homologation, font état de sa participation en tant qu'inventrice,.
Cynthia Maryanoff souligne que les réalisations dans le domaine de la chimie des procédés dépendent du travail des équipes de personnes qui participent à la recherche,. En tant que scientifique et chef de groupe, elle joue un rôle important dans la création de médicaments candidats pour diverses affections, notamment des antipsychotiques, des antiépileptiques, des agents antiviraux et des traitements pour les maladies cardiovasculaires et les maladies reproductives féminines. Elle travaille également sur l'administration transdermique de narcotiques, les surfactants pulmonaires, la fonction endocrinienne et les stents à élution médicamenteuse de Cordis. Parmi les plus de 1 000 candidats-médicaments qu'elle contribue à développer, citons l'antiépileptique Topamax et un analgésique atypique, Ultram/Tramadol, pour le traitement de la douleur.
Elle est active au sein de l'American Chemical Society (ACS) en occupant de nombreux postes, notamment en étant élue au niveau national au comité exécutif de la Division de la chimie organique (DOC) (1988-2018),. Elle siège à divers autres comités, dont le conseil consultatif de Chemical & Engineering News, le comité des activités internationales (2014-2022) et le conseil d'administration des publications de l'ACS (2015-2023). Outre l'ACS, elle est active au sein du comité d'examen des bourses de recherche postdoctorale de la NSF, de la division des subventions du NIH et du comité du NCI pour les propositions de synthèse d'agents pharmaceutiques.

## Affiliations et bourses
- membre de la section de Philadelphie de l'American Chemical Society (ACS)[4]
- membre du Club des chimistes organiques de Philadelphie (POCC)[4]
- fellow de l'American Institute of Chemists[4]
- membre de l'American Association for the Advancement of Science[4].
- fellow de l'American Chemical Society (ACS) : Elle était l'un des 162 membres choisis pour le groupe inaugural des fellows[4].

## Prix
Cynthia A. Maryanoff reçoit de nombreux prix, notamment le Philadelphia Section Award de l'American Chemical Society (1991), la médaille Garvan-Olin de l'American Chemical Society (1999), le Philadelphia Organic Chemists' Club Award (1999), le Earle B. Barnes Award for Leadership in Chemical Research Management, un prix national de l'American Chemical Society (2005), le Henry F. Whalen, Jr. pour le développement des affaires, décerné par la division du développement et de la gestion des affaires de l'American Chemical Society (2007) ; le prix Anthony J. et Heand Silvestri (2008) ; et le prix Ronald Mitsch (2008). En 2003, elle est intronisée dans le Drexel 100. En 2010, elle reçoit le prix Elizabeth Bingham de la section de Philadelphie de l'Association for Women in Science (AWIS-PHL), en reconnaissance de ses contributions à l'avancement des femmes dans les sciences. Elle et son mari Bruce E. Maryanoff sont les co-récipiendaires du prix 2015 Hepatitis B Foundation Community Commitment Award. En 2015, Cynthia Maryanoff reçoit la médaille Perkin pour son travail exceptionnel dans le domaine de la chimie appliquée aux États-Unis. En 2018, Maryanoff reçoit le Paul G. Gassman Distinguished Service Award de la Division of Organic Chemistry de l'American Chemical Society,. Cynthia A Maryanoff reçoit le 2022 Drexel Golden Dragon Society Award.